# Toeskar
De Toeskar (Russisch: Тускарь) is een Russische rivier van 108 kilometer lang die haar oorsprong heeft nabij het dorp Novoaleksandrovka (oblast Koersk) op het Centraal-Russisch Plateau. De rivier mondt uit in de Sejm in de stad Koersk.
Het stroomgebied van de rivier is 27.500 km² groot.
De belangrijkste zijrivieren van de rivier zijn: Koer, Nepolka, Obmet, Snova en Vinogrobl.